# من أحشاء البحر (كتاب)
من أحشاء البحر كتاب للاديب الشاعر الفلسطيني فاروق مواسي . صادر عن مركز اللغة العربيّة- أكاديميّة القاسمي بدأ كتابته في أواخر سنة 1970 وبدايات سنة 1971

## محتويات الكتاب
- مقدمة الكاتب
- اللغة العربية وأهميتها على ألسنتنا
- الحلقة الأولى
- الحلقة الثانية - أسماء لمسميات مختلفة
- الحلقة الثالثة - عمرو
- الحلقة الرابعة
- الحلقة الخامسة
- الحلقة السادسة - الأضداد
- الحلقة السابعة
- الحلقة الثامنة- الجريدة والصحيفة
- الحلقة التاسعة - غريب الكلام....
- الحلقة العاشرة - البؤساء
- الحلقة الحادية عشرة - اللغة معاناة !
- الحلقة الثانية عشرة - وُجهت إلي بعض الأسئلة
- الحلقة الثالثة عشرة - شوارد لغوية
- الحلقة الرابعة عشرة - نقدات قديمة
- الحلقة الخامسة عشرة - النحو بين البصرة والكوفة
- دراسات : خطاب الواحد بخطاب الاثنين
- دراسات : الاسم المقصور وأحكامه
- دراسات : اللغة في أدب الأطفال
- أسئلة من عشاق اللغة والأدب ، واجتهادات في الإجابــة